# Marcin Kruszyński
Marcin Kruszyński (ur. 7 października 1980 w Lublinie) – polski historyk specjalizujący się w historii XX w., dr. hab., profesor uczelni w Instytucie Historii Uniwersytetu w Siedlcach i Lotniczej Akademii Wojskowej w Dęblinie. Od 5 września 2024 r. dyrektor Instytutu Historii UwS.

## Życiorys
W 2004 ukończył studia historyczne na Uniwersytecie Marii Curie Skłodowskiej w Lublinie. W 2008 na Wydziale Humanistycznym tegoż uniwersytetu uzyskał stopień naukowy doktora nauk humanistycznych w zakresie historii na podstawie pracy Ambasada RP w Moskwie w latach 1921–1939 (promotor: Marek Mądzik). W 2016 uzyskał habilitację w Instytucie Historii im. Tadeusza Manteuffla Polskiej Akademii Nauk na podstawie monografii Uniwersytet Marii Curie-Skłodowskiej w latach 1944–1989. Zarys dziejów uczelni w warunkach PRL.
W latach 2008–2010 pracownik Biblioteki Głównej UMCS w Lublinie. Od 2008 do 2017 był nauczycielem w XXIII Liceum Ogólnokształcącym im. Nauczycieli Tajnego Nauczania w Lublinie. W 2010 podjął równocześnie pracę w Oddziale IPN w Lublinie, od 5 grudnia 2016 do 29 lutego 2020 naczelnik Oddziałowego Biura Badań Historycznych IPN w Lublinie. Do 2023 w Centrali IPN. 
Od 1 października 2017 zatrudniony na stanowisku profesora nadzwyczajnego w Wyższej Szkole Oficerskiej Sił Powietrznych w Dęblinie, od 1 października 2018 Lotniczej Akademii Wojskowej. W latach 2018–2019 kierownik Zakładu Historii i Wychowania Patriotycznego, a później Zakładu Kształcenia Ogólnego (2019–2021). Od 2022 kierownik Pracowni Historii Polski i Historii Powszechnej. Członek Senatu WSOSP/LAW (2018–2020). Od 17 października 2022 r. jest zatrudniony na stanowisku profesora uczelni w Instytucie Historii Uniwersytetu w Siedlcach.
Zajmuje się dziejami dyplomacji II Rzeczypospolitej, lotnictwem, życiem codziennym w XX w. oraz bada losy szkolnictwa wyższego i inteligencji po 1944. Jest autorem/współautorem dwunastu książek oraz ponad stu artykułów naukowych, współredaktor wielu prac zbiorowych.
Od 2017 do 2023 redaktor naczelny rocznika Komunizm: system – ludzie – dokumentacja. W tym samym okresie wchodził w skład redakcji czasopisma Pamięć i Sprawiedliwość (redaktor tematyczny nr 31 Pamięci i Sprawiedliwości, poświęconego setnej rocznicy odzyskania przez Polskę niepodległości; nr 38 dotyczącego walk o granice i kształtowania się II RP). Od 2023 redaktor naczelny rocznika „Tempus”.
W okresie od 2007 do 2008 kierownik projektu badawczego finansowanego przez Ministerstwo Nauki i Szkolnictwa Wyższego pt. Ambasada polska w Moskwie w latach 1921–1939 (nr projektu N108 057 32/2861).
Brał udział w pracach nad Interaktywnym Atlasem Historycznym Szlakami Polski Niepodległej 1914–1922, przygotowywanym przez zespół naukowy pod kierownictwem prof. Jana Pomorskiego, UMCS (projekt finansowany w ramach programu Ministra Nauki i Szkolnictwa Wyższego pod nazwą Szlakami Polski Niepodległej w latach 2018–2019).
W latach 2018–2020 kierownik grantu badawczego Ministerstwa Obrony Narodowej pt. Społeczeństwo i wojsko. Relacje i procesy w perspektywie historycznej (XIX–XX w.): Dęblin i Lubelszczyzna na tle ogólnopolskim (nr projektu GB/5/2018/209/2018/DA). Od 2021 do 2023 kierował zespołem w ramach grantu badawczego Narodowego Centrum Nauki pt. 95 wykładów na 95–lecie Szkoły Orląt.
Przewodził projektowi badawczo–wydawniczemu IPN „Polacy w walkach o niepodległość i granice państwa polskiego 1914–1922” (2021–2022). 
Od grudnia 2022 prezes Oddziału Polskiego Towarzystwa Historycznego w Siedlcach i członek Towarzystwa Nauki i Kultury „Libra” (wybrany do zarządu na kadencję 2019–2023).

## Publikacje
Prace własne
- Ambasada RP w Moskwie 1921–1939, Warszawa 2010.
- Uniwersytet Marii Curie–Skłodowskiej w latach 1944–1989. Zarys dziejów uczelni w warunkach PRL, Lublin 2015.
- Generał Gustaw Orlicz–Dreszer 1889–1936, Warszawa 2018 (razem z Piotr Kardela).
- Szczepan Ścibior, Warszawa 2019.
- Pułkownik Pilot Szczepan Ścibior, komendant dęblińskiej Szkoły Orląt w latach 1947–1951. Biblioteczka podchorążego, Dęblin 2019 (razem z Tomasz Osiński, Marek Szczodrak, Monika Gąszczyk, Emilia Ryczkowska).
- Dzieje Lubelszczyzny 1918–1939. Album, Lublin–Warszawa 2020 (razem z Justyna Dudek, Agnieszka Skura, Tomasz Osiński).
- Szkoła Orląt. Spełnione marzenia, Dęblin 2020 (razem z Anna Borysewicz, Marta Serafin).
- Szkice o codzienności uchodźców z Królestwa Polskiego w Rosji (1915–1918), Siedlce 2023 ISBN 978-83-67162-97-5
- Zamek Lubelski 1939–1944. Przypomnienie w 80. rocznicę likwidacji niemieckiego więzienia (The Lublin Castle 1939–1944. Reminder on the 80th), Lublin 2024 ISBN 978-83-66925-61-8
- Terroryzm po iracku a polityka międzynarodowa. Ujęcie retrospektywne, Płock 2024 ISBN 978-83-66277-65-6 (razem z Remigiusz Wiśniewski)
- W kręgu londyńskiej samotności. Działalność Koła Generałów i Pułkowników Byłych Wyższych Dowódców (1948–1984), Siedlce 2024 ISBN  978-83-67922-94-4
- Polskie lotnictwo wojskowe w czasie II wojny światowej, Warszawa 2024 ISBN 978-83-8376-160-2

Edycje źródłowe
- Pułkownik pilot Szczepan Ścibior, przedstawiciel pokolenia II Rzeczypospolitej. Wybór materiałów źródłowych: rozpracowanie, śledztwo i proces przed Najwyższym Sądem Wojskowym (1950–1952). Wybór, wstęp i opracowanie: Marcin Kruszyński, Tomasz Osiński, Dęblin 2019.
- Awantura afrykańska. Listy Marii i Michała Zamoyskich do bliskich 1929–1935, opracowanie: Katarzyna Kot i Marcin Kruszyński, Siedlce 2024 ISBN 978-83-67922-91-3

Książki pod redakcją
- Klio na wolności. Historiografia dziejów najnowszych w Polsce po 1989 r., red. Marcin Kruszyński, Sławomir Łukasiewicz, Mariusz Mazur, Sławomir Poleszak, Piotr Witek, Lublin 2016.
- Szkice o codzienności PRL, red. Marcin Kruszyński, Tomasz Osiński, Lublin 2016.
- „Ojczyzna obrońcy swemu”. Weterani i kombatanci jako problem polityczny i społeczny w Polsce w XX wieku, red. Marek Kornat, Marcin Kruszyński, Tomasz Osiński, Lublin–Warszawa 2017.
- 100 lat polskiego lotnictwa wojskowego, red. Marcin Kruszyński, Marcin Paluch, Adam Radomyski, Dęblin 2018.
- Życie codzienne w PRL, red. Małgorzata Choma–Jusińska, Marcin Kruszyński, Tomasz Osiński, Warszawa–Lublin 2019.
- Dzieje biurokracji. Ziemiaństwo i biurokracja, tom XI (2020), red. Marcin Kruszyński, Tomasz Osiński, Lublin 2020.
- 95 lat Szkoły Orląt na tle rozwoju lotnictwa polskiego, red. Marcin Kruszyński, Tomasz Osiński, Marcin Paluch, Dęblin 2020.
- Społeczeństwo i wojsko. Relacje i procesy w perspektywie historycznej: XIX–XX w., red. Marcin Kruszyński, Tomasz Osiński, Marek Kornat, Dęblin 2020.
- Dzieje Lubelszczyzny 1918 – 1939. Aspekty polityczne, red. Marcin Kruszyński, Robert Litwiński, Waldemar Kozyra, Dariusz Magier, Tomasz Osiński, Lublin–Warszawa 2020[17].
- Sojusz Piłsudski–Petlura w kontekście politycznej i militarnej walki o kształt Europy Środkowej i Wschodniej, red. Tomasz Stępniewski, Artur Górak, Marcin Kruszyński, Warszawa 2020[18]
- Ziemianie w walce i pracy na rzecz polskości i niepodległości w XIX i XX w. Materiały VII sesji naukowej „Historia pisana życiorysami. Ziemiaństwo w walce o Niepodległą” zorganizowanej w Muzeum Zamoyskich w Kozłówce w dniach 11–13 października 2018 r., red. Tomasz Osiński, Marcin Kruszyński, Sławomir Grzechnik, Katarzyna Kot, IPN, Muzeum Zamoyskich w Kozłówce, Lublin–Warszawa 2021[19]
- Edukacja patriotyczna młodzieży. Społeczna świadomość obronna – diagnoza, red. Marcin Kruszyński, Remigiusz Wiśniewski, Dęblin 2022[20], ISBN 978-83-665144-3-0
- Społeczeństwo w wojsku, wojsko w społeczeństwie w XIX i XX wieku. Relacje i procesy w ujęciu interdyscyplinarnym T. 2, red. Tomasz Osiński, Paweł Orłowski, Marcin Kruszyński, Dariusz Bogusz, Dęblin 2022, ISBN 978-83-665145-6-0
- Traktat ryski – konteksty, red. Artur Górak, Marcin Kruszyński, Warszawa 2022 (tom wydany jako nr 1 czasopisma „Wschodni Rocznik Humanistyczny”, 2022)[21]
- Z dziejów emigracji polskiej w XX wieku, red. Marcin Kruszyński, Agata Fijuth–Dudek, Siedlce 2023, ISBN 978-83-67922-21-0
- Dzieje Lubelszczyzny 1918–1939. Aspekty społeczne, gospodarcze, oświatowe i kulturalne, red. Marcin Kruszyński, Tomasz Osiński, Robert Litwiński, Waldemar Kozyra, Dariusz Magier, Lublin–Warszawa 2023, ISBN 978-83-8229-897-0
- Wspólnoty ludzkie, tom I, red. Agata Fijuth–Dudek, Marcin Kruszyński, Siedlce 2024, ISBN 978-83-68355-05-5
- Społeczeństwo w wojsku, wojsko w społeczeństwie w XIX–XXI wieku. Seria wydawnicza. Tom I, red. Tomasz Osiński, Marcin Kruszyński, Paweł Orłowski, Dęblin 2024, ISBN  978-83-66514-81-2

## Wybrane nagrody, nominacje i odznaczenia
- 2009 – Nagroda główna w konkursie Najlepszy Debiut Historyczny Roku 2008 im. Władysława Pobóg–Malinowskiego w kategorii prac doktorskich za pracę Ambasada RP w Moskwie w latach 1921–1939[22].
- 2015 – Nagroda Prezesa Instytutu Pamięci Narodowej.
- 2016 – Wawrzyn Pawła Konrada, pierwszego drukarza lubelskiego, w konkursie Książka Roku 2015, Lublin – Lubelszczyzna, w kategorii: Lublin – wydawnictwo monograficzne za książkę Uniwersytet Marii Curie-Skłodowskiej w latach 1944–1989. Zarys dziejów uczelni w warunkach PRL[23].
- 2016 – nominacja do tytułu Książki Historycznej Roku, Nagrody im. Oskara Haleckiego w kategorii najlepsza książka naukowa poświęcona dziejom Polski i Polaków w XX wieku za książkę Uniwersytet Marii Curie-Skłodowskiej w latach 1944–1989. Zarys dziejów uczelni w warunkach PRL[24].
- 2021 – Wawrzyn Pawła Konrada, pierwszego drukarza lubelskiego, w konkursie Książka Roku 2020, Lublin – Lubelszczyzna, w kategorii: Lubelszczyzna – wydawnictwo albumowe za książkę Dzieje Lubelszczyzny 1918–1939. Album[25].
- 2022 – Srebrny Krzyż Honorowy Związku Piłsudczyków Rzeczypospolitej Polskiej[potrzebny przypis]
- 2024 – Medal Komisji Edukacji Narodowej[26].
- 2024 – wyróżnienie za zasługi dla Wydziału Lotnictwa Lotniczej Akademii Wojskowej w 30-lecie powstania Wydziału[potrzebny przypis]
- 2024 – nagroda JM Rektora Uniwersytetu w Siedlcach indywidualna III stopnia[27]
- 2025 – udział monografii Polskie lotnictwo wojskowe w czasie II wojny światowej (Warszawa 2024) w III edycji konkursu o nagrodę "Sygnety Wydawnictwa IPN"[28]
- 2025 – Wawrzyn Pawła Konrada, pierwszego drukarza lubelskiego, w konkursie Książka Roku 2024, Lublin – Lubelszczyzna, w kategorii: Lublin – wydawnictwo monograficzne za książkę Zamek Lubelski 1939–1944. Przypomnienie w 80. rocznicę likwidacji niemieckiego więzienia = The Lublin Castle 1939–1944. Reminder on the 80th[29]